# Yoknapatawpha
Yoknapatawpha – fikcyjna kraina (hrabstwo) stworzona przez amerykańskiego pisarza Williama Faulknera na potrzeby wielu jego powieści. 
Pisarz umieścił wymyślone hrabstwo w północnej części stanu Missisipi. Yoknapatawpha ma powierzchnię 2 400 mil² (6 200 km²), w 1936 miała 15 611 mieszkańców – 6298 białych i 9313 czarnych. Sercem hrabstwa jest miasteczko Jefferson, otoczone rozległymi plantacjami bawełny (np. Setka Sutpena) i poletkami biedoty.
Tworząc Yoknapatawpha Faulkner wzorował się na swym rodzinnym hrabstwie Lafayette, także leżącym w Missisipi. Nazwa Yoknapatawpha pochodzi z języka Indian Czikasawów, do których te tereny należały przed przybyciem białych osadników. Dosłownie oznacza 'ziemia podzielona wodą'.
Yoknapatawpha odgrywa w twórczości Faulknera ważną rolę – jej losy symbolizują niechlubną historię Południa USA.

## Książki, których akcja rozgrywa się w Yoknapatawpha
- Sartoris (Sartoris 1929)
- Wściekłość i wrzask (The Sound and the Fury 1929)
- Kiedy umieram (As I Lay Dying 1930)
- A Rose for Emily (1930)
- Azyl (Sanctuary 1931)
- Światłość w sierpniu (Light in August 1932)
- Absalomie, Absalomie... (Absalom, Absalom! 1936)
- Niepokonane (The Unvanquished 1938)
- Zaścianek (The Hamlet 1940)
- Zstąp, Mojżeszu (Go Down, Moses 1942)
- Intruz (Intruder in the Dust 1948)
- Miasto (The Town 1957)
- Rezydencja (The Mansion 1959)
- Koniokrady (The Reivers 1962)
- Flagi pokrył kurz (Flags in the Dust 1973)